# Ommatius minimus
Ommatius minimus är en tvåvingeart som beskrevs av Carl Ludwig Doleschall 1857. Ommatius minimus ingår i släktet Ommatius och familjen rovflugor. Inga underarter finns listade i Catalogue of Life.